# 21660 Velenia
21660 Velenia (1999 QZ1) là một tiểu hành tinh vành đai chính được phát hiện ngày 20 tháng 8 năm 1999 bởi P. Pravec ở Ondrejov.